# Kőszikla-hegy
A Kőszikla-hegy vagy más néven Kő-hegy a Gerecse hegység északkeleti részén, Mogyorósbánya község közelében található képződmény, 297 méteres tengerszint feletti magassággal. Alapkőzete pleisztocén korú forrásmészkő, amely természetes platót alkotva északkeleti irányban kilátást nyújt Esztergom, a Dorogi-medence és a Pilis hegység vonulatai felé. Tiszta időben a Börzsöny is látható. A Kőszikla-hegy az Országos Kéktúra útvonalán található.

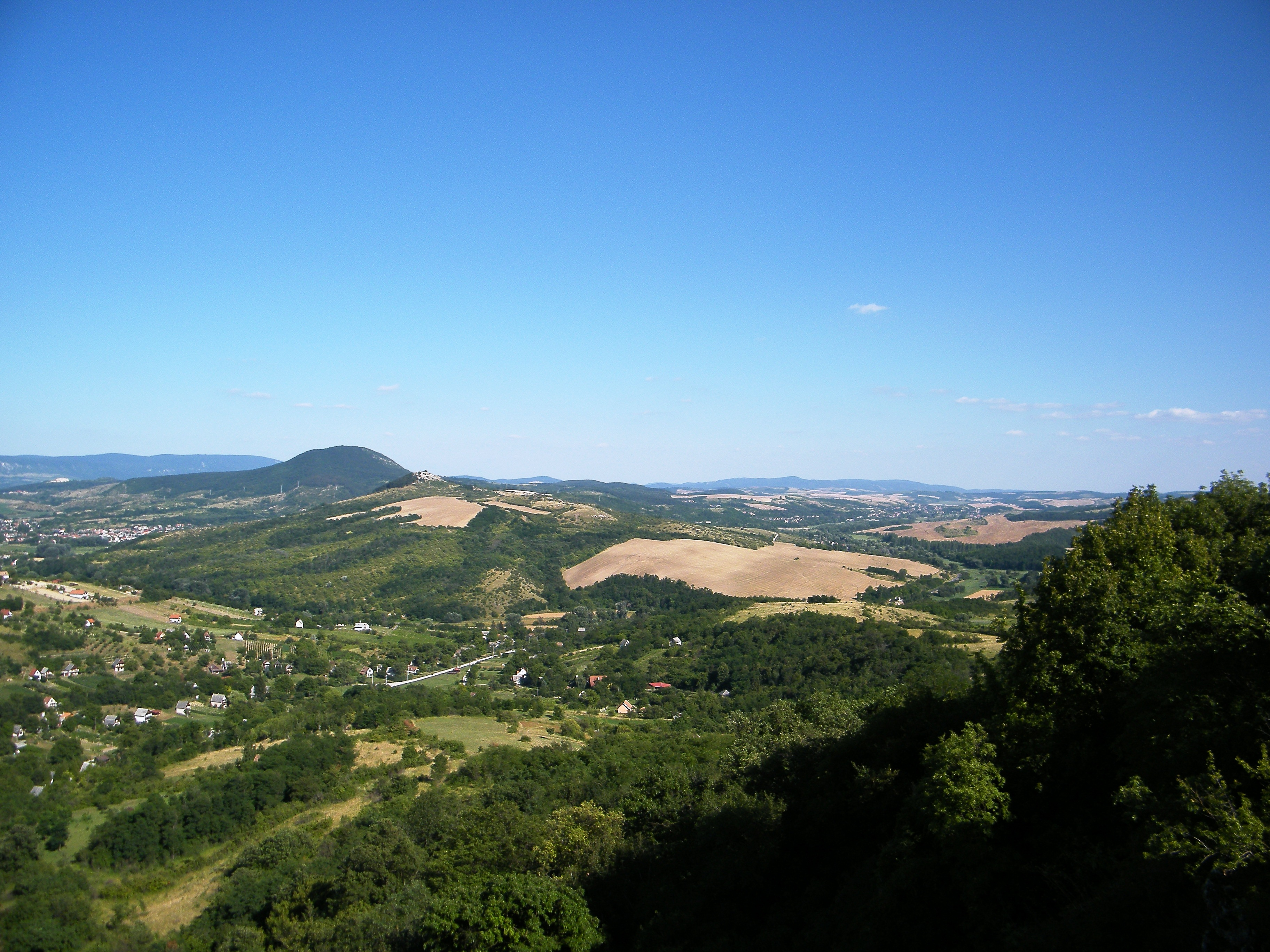
Kilátás a mogyorósbányai Kőszikla-hegy platójáról keleti irányban